# Гуадалупский морской котик
Гуадалупский морской котик (лат. Arctocephalus townsendi) — вид ушастых тюленей, один из 8 видов рода южных морских котиков. К концу XIX века бесконтрольный промысел снизил его численность буквально до нескольких десятков особей, однако впоследствии численность этого вида была восстановлена и к концу 1990-х достигла 10 000 особей. Это животное часто встречается на острове Гуадалупе, территория Мексики.

## Описание
Для гуадалупского морского котика характерен половой диморфизм, самцы значительно крупнее самок. Окраска у обоих полов тёмно-коричневая или почти чёрная, только на задней стороне шеи остевая шерсть становится желтоватой или светлого жёлто-коричневого цвета. Мех новорождённых щенков — чёрный, так что по окраске они похожи на взрослых. Наблюдения показывают, что самцы многие годы возвращаются для размножения на одни и те же «свои» участки. Самец владеет своей территорией от 35 до 122 дней в году. Щенка с середины июня до конца июля, но большая часть щенков рождается в июне. Гуадалупский морской котик, как и другие ушастые тюлени, обладает наружными ушами.

## Ареал
Гуадалупский морской котик размножается на восточном берегу острова Гуадалупе, это приблизительно на 200 км западнее полуострова Калифорния. Кроме того, отдельные особи этого вида встречаются на островах в южной части Калифорнийского пролива, в том числе 2 самца были замечены на острове Сан-Николас.
Сокращения численности гуадалупского морского котика было вызвано главным образом тем, что с конца XVIII по начало XIX века этот вид был объектом коммерческого промысла. К 1825 это животное полностью исчезло из вод у южного побережья Калифорнии. В водах Мексики коммерческий промысел этого вида продолжался до 1894.

## Меры по охране вида и восстановлению его численности
Национальная Служба Морского Рыболовства США указывает на этот вид как на «находящийся в опасности». На гуадалупского морского котика полностью распространяется действие закона США «О Находящихся в Опасности Видах». Основной причиной сокращения численности этого вида в своё время послужил его коммерческий промысел. В настоящее время охота на гуаделупского морского котика запрещена, что существенно снизило для этого вида степень угрозы. Северная окраина ареала этого тюленя находится в территориальных водах США. В настоящее время не известно ни о каких угрожающих восстановлению этого вида действиях человека в пределах контролируемой США части ареала гуаделупского морского котика. Поэтому в контролируемой США части ареала восстановление этого вида идёт естественными темпами, испытывая малое воздействие со стороны человека. Однако взаимодействие различных ведомств в деле охраны этого вида не всегда удовлетворительно, что подвергает гуаделупского морского котика опасности. Никаких специальных действий по восстановлению его численности, кроме предусмотренных Частью 7 закона США «О Находящихся в Опасности Видах», не предпринимается. 